# Colț

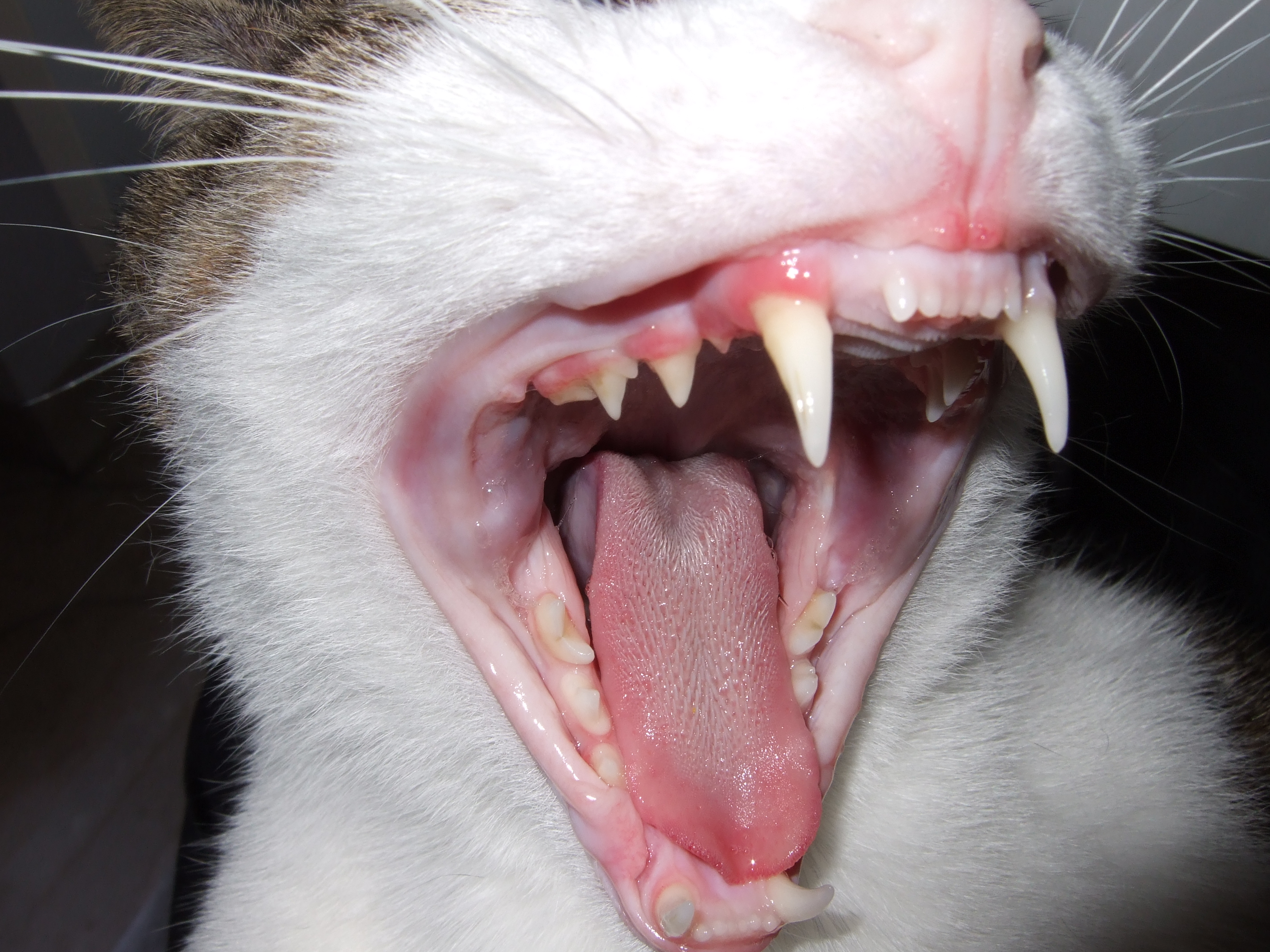
Cei patru canini, sau colți, ai unei pisici domestice. (Cei mai mari doi dinți de sus și de jos.)

Un colț este un dinte lung și ascuțit. La mamifere, un colț este un canin, folosit pentru a mușca și a sfâșia carnea. La șerpi, el este un dinte care injectează veninul. Păianjenii au, de asemenea, colți externi, care fac parte din chelicere. 
Colții sunt mai frecvenți la carnivore sau omnivore, dar pot fi întâlniți și la unele ierbivore. Ei sunt în general folosiți pentru a apuca sau ucide rapid prada, cum procedează felinele de talie mare. Animale omnivore, cum ar fi urșii, își folosesc colții când pescuiesc sau vânează o altă pradă, dar aceștia nu sunt necesari atunci când consumă fructe. Unele maimuțe au, de asemenea, colți, pe care-i folosesc pentru a-și amenința inamicii și pentru a lupta cu aceștia. Cu toate acestea, caninii relativ scurți ai oamenilor nu sunt considerate a fi colți.

## Colții în religie, mitologie și legendă
Anumite creaturi mitologice și legendare, cum ar fi dragonii și garguii sunt reprezentați adesea cu colți proeminenți. Colții vampirilor sunt unele dintre caracteristicile lor caracteristici. 
Reprezentările iconografice ale unor zeități hinduse conțin colți pentru a simboliza capacitatea lor de a vâna și a ucide. Două exemple sunt ferocea zeiță războinică Chamunda și zeul morții Yama în unele reprezentări iconografice. Colții sunt frecvenți, de asemenea, în rândul personajelor cu rol de paznici, cum ar fi Verupaksha în arta budistă din China și Asia de Est, precum și Rangda în hinduismul balinez.
|  |  |  |  |  |